# Alice Franco
Alice Franco (Asti, 10 febbraio 1989) è un'ex nuotatrice italiana, in forza al Centro sportivo olimpico dell'Esercito. Specialista del nuoto in acque libere.

## Carriera
Si è espressa all'esordio in vasca nuotando le distanze lunghe dello stile libero e i 200 e 400 m misti (con cui ha fatto il suo debutto agli europei giovanili del 2005), per poi aggiungere il fondo già dal 2006, anno in cui ha partecipato agli europei giovanili di specialità di Klink. Dal 2008 fa parte stabilmente della nazionale di fondo ed è stata convocata ai mondiali di Siviglia e agli Europei di Ragusa in Croazia ha conquistato le prime medaglie internazionali con i bronzi nella 5 km a cronometro e nella 10 km individuale.
Nel 2009 ha partecipato ai mondiali di Roma senza ottenere risultati di rilievo. Meglio è andata l'anno dopo con due buoni piazzamenti nel lago Balaton, agli europei di Budapest; ha anche fatto parte della nazionale agli ultimi mondiali in acque aperte a Roberval, in Canada.
Convocata per i mondiali cinesi di Shanghai del luglio 2011, ha nuotato nella gara dei 25 km ed ha vinto la sua prima medaglia mondiale, bronzo dietro ad Ana Marcela Cunha e Angela Maurer. Ad agosto, alle universiadi di Shenzhen è tornata sul podio nella 10 km giungendo terza dietro a Rachele Bruni ed a Nadine Reichert.
Il 27 luglio 2013 nella gara di fondo 25 km chiude in 4ª posizione.

## Palmarès
| Campionati del mondo   | 5 km individuale        | 10 km individuale | 25 km individuale  | ---               |
| 2009 Roma Italia       | ---                     | 31ª 2h 02'22"1    | ---                | ---               |
| 2011 Shanghai Cina     | 14ª 1h 00'50"7          | ---               | Bronzo 5h 29'30"8  | ---               |
| 2013 Barcellona Spagna | ---                     | ---               | 4ª 5h 07'22"9      | ---               |
| 2015 Kazan' Russia     | ---                     | ---               | 7ª 5h 19'50"5      | ---               |
| Mondiali di fondo      | 5 km individuale        | 10 km individuale | ---                | ---               |
| 2008 Siviglia Spagna   | ---                     | 14ª 2h 02'27"8    | ---                | ---               |
| 2010 Roberval Canada   | 11ª 1h 02'08"2          | ---               | ---                | ---               |
| Campionati europei     | 5 km individuale        | 5 km cronometro   | 10 km individuale  | 25 km individuale |
| 2008 Ragusa Croazia    | ---                     | Bronzo 59'39"0    | Bronzo 2h 00'32"2  | ---               |
| 2010 Budapest Ungheria | 6ª 1h 03'20"8           | ---               | 8ª 2h 01'25"3      | ---               |
| 2011 Eilat Israele     | ---                     | ---               | ---                | Oro 5h 28'23"6    |
| 2012 Piombino Italia   | ---                     | ---               | 4ª 2h 12'26"3      | Oro 5h 31'21"9    |
| 2014 Berlino Germania  | ---                     | ---               | ---                | 7ª 2h 5h 20'23"0  |
| Universiadi            | ---                     | ---               | 10 km individuale  | ---               |
| 2011 Shenzhen Cina     | ---                     | ---               | Bronzo 2h 08'42"77 | ---               |
| Europei giovanili      | 200 m misti             | 400 m misti       | 5 km individuale   | ---               |
| 2005 Budapest Ungheria | 13ª in batteria 2'24"63 | 7ª 5'00"66        | ---                | ---               |
| 2006 Klink Germania    | ---                     | ---               | 5ª 1h 01'53"93     | ---               |

### Campionati italiani
2 titoli individuali, così ripartiti:
- 1 nei 10 km di fondo
- 1 nei 5 km di fondo a cronometro

| Anno | Edizione    | st.libero 1500 m | st.libero 5000 m |
| ---- | ----------- | ---------------- | ---------------- |
| 2008 | Primaverili | -                | 2                |
| 2009 | Primaverili | 3                | 3                |
| 2010 | Primaverili | -                | 2                |
| 2011 | Primaverili | -                | 3                |

edizioni in acque libere
| Anno | Edizione | fondo 5 km | crono 5 km | fondo 10 km | fondo 25 km |
| ---- | -------- | ---------- | ---------- | ----------- | ----------- |
| 2008 | Fondo    | 3          | 1          | 1           | -           |
| 2009 | Fondo    | -          | nd         | 3           | -           |
| 2010 | Fondo    | 3          | 3          | -           | -           |
| 2011 | Fondo    | 2          | 2          | 3           |             |